# Real Club de Yates Canadiense

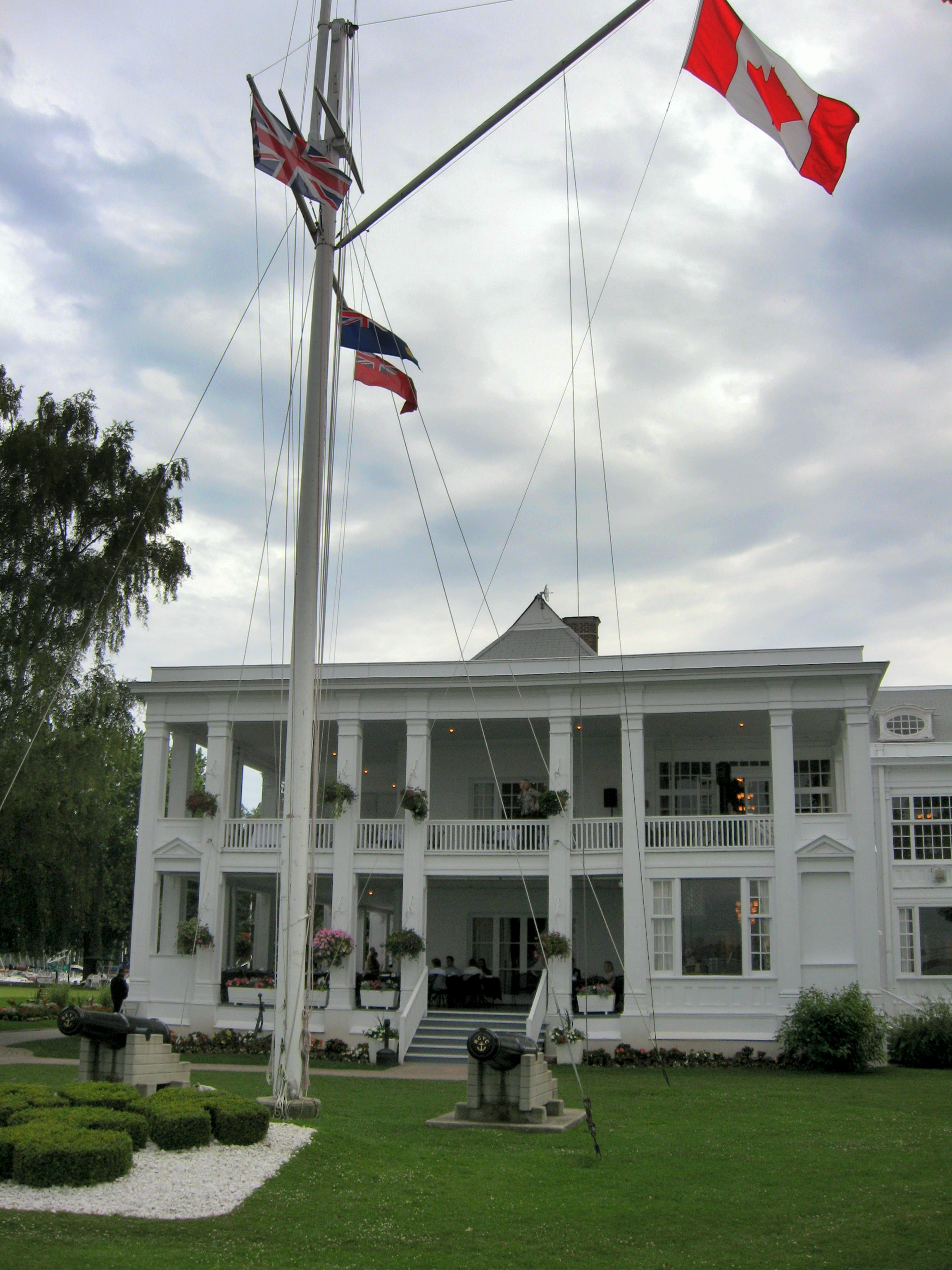
Sede social del RCYC, con su tradicional mástil

El Real Club de Yates Canadiense (Royal Canadian Yacht Club en idioma inglés, RCYC) es un club privado situado en Toronto (Ontario), Canadá. Además de la sede social de Toronto, que incluye pistas de squash y bádminton, piscina climatizada, restaurantes y salones, el club tiene otras instalaciones deportivas en las Islas de Toronto, en el Lago Ontario, que incluyen 450 puestos de atraque con todos sus servicios, piscinas, canchas de tenis, edificio social y aparcamiento privado. 

## Historia
Fue fundado en 1852 con el nombre de Club Náutico de Toronto (Toronto Boat Club en inglés). En 1854, el club recibió la aprobación de la Reina Victoria I del Reino Unido para la utilización del título Real, cambiando su denominación por la actual. 
En 1876 presentó un desafío a la Copa América con el yate "Countess of Dufferin"" del Mayor Guifford, pero perdió ante la goleta del club defensor, el Club de Yates de Nueva York, "Madeleine".